# San Joaquín (California)
San Joaquín (oficialmente, San Joaquin) es una ciudad situada en el condado de Fresno, California, Estados Unidos. Tiene una población estimada, a mediados de 2023, de 3679 habitantes.

## Geografía
La localidad está ubicada en las coordenadas 36°36′N 120°11′O / 36.600, -120.183. Según la Oficina del Censo, tiene una superficie de 3.02 km², correspondientes en su totalidad a tierra firme.

## Demografía
Según la estimación 2018-2022 de la Oficina del Censo, los ingresos medios de los hogares de la localidad superan los $43,750 y los ingresos medios de las familias son de $47,875. Alrededor del 33.2% de la población está por debajo de la línea de pobreza.